# Metaporana
Metaporana es un género con siete especies de plantas con flores perteneciente a la familia de las convolvuláceas. 

## Especies seleccionadas
- Metaporana angolensis
- Metaporana conica
- Metaporana densiflora
- Metaporana obtusa
- Metaporana parvifolia
- Metaporana sericosepala
- Metaporana verdcourtii